# Lokomotiva 141
Lokomotiva řady 141 je elektrická lokomotiva na stejnosměrný proud určená k tahání rychlíků, osobních vlaků a lehčích nákladních vlaků. Vychází z předchozí řady 140 a je s ní do značné míry shodná. Hlavní rozdíl oproti předchozí řadě je v použití podvozků vyvinutých již v Československu, nebyly u ní použity žádné licenční komponenty. Lokomotivy řady 141 vyráběla Škoda Plzeň pod typovým označením Škoda 20E (prototyp) a Škoda 30E (sériové stroje).

## Vývoj
Vývoj prototypu byl zahájen již v roce 1955 a o rok později byla zahájena výroba samotné lokomotivy, která vyvrcholila v roce 1957 vznikem prototypové E 499.101. Ta se pak zkoušela na československých tratích elektrizovaných soustavou 3 kV DC, ale také na napětí 1,5 kV DC v pražském železničním uzlu. Federální ministerstvo dopravy ještě před dokončením zkoušek objednalo 60 nových lokomotiv, určených podobně jako řada 140 pro trasu Praha – Košice. Stejně tak se předpokládalo, že stroje budou univerzální, tedy pro osobní i nákladní dopravu. I v tomto případě se však ukázalo, že v nákladní dopravě s nimi nebylo možné výkonným parním lokomotivám konkurovat. Proto byl jeden stroj - E 499.157 - vybaven jiným převodovým poměrem, který umožňoval zvýšení tažné síly za cenu nižší dosahované rychlosti. Tento stroj byl přeznačen na E 469.001 a stal se tak vlastně prototypem pro pozdější řadu 121. Po nehodě v roce 1976 byla tato lokomotiva přestavěna zpět na původní provedení a přeznačena na E 499.157.
Nutno dodat, že prototypový stroj se od sériových značně odlišoval. Kromě lokomotivní skříně s kulatými okny pocházející ještě od řady 140 měl i řadu technických odlišností, kvůli kterým byl často dlouhodobě odstavován z provozu. Naposledy v letech 1999–2006, kdy byl odstaven pro chybějící dokumentaci po předcházející rekonstrukci, po které proběhla změna legislativy. V roce 2006 však byl kvůli nedostatku elektrických lokomotiv opět opraven a zprovozněn. Do budoucna měl najít využití jako muzejní stroj.

## Konstrukce
U řady 141 je použita ocelová skříň se dvěma koncovými stanovišti strojvedoucího, do nichž je vstup zvenku vždy dveřmi z levé strany. Mezi stanovišti se nachází strojovna se čtyřmi bočními okny na každé straně (u 141.001 šest kulatých oken). Pohon zajišťují čtyři trakční motory, pro každou nápravu jeden. K nešvarům patřil tvrdý chod podvozků, který byl příčinou častých problémů. Později byly podvozky postupně upraveny a situace se zlepšila. Po počátečních problémech se 141 stala spolehlivou a bezproblémovou lokomotivou.

## Provoz
Lokomotivy byly z výroby dodávány do Prahy, různými přesuny se pak dostaly do Ústí nad Labem a České Třebové. Krátce byla jedna lokomotiva deponována v Žilině. Sloužily jako elitní lokomotivy vozící rychlíky na trati z Prahy do Košic a mezinárodní vlaky z Prahy do Kutné Hory, kde je předávaly lokomotivám na střídavý proud, jež je odvážely dále směrem na Bratislavu a Budapešť. Vozily i osobní vlaky v okolí Prahy a Ústí nad Labem. Ke ztrátě elitních výkonů došlo po roce 1978, kdy byly dodány nové stroje řady 150, které je na trati do Ostravy a Košic z větší části nahradily. Skutečné omezení jejich provozu však přinesly dodávky lokomotiv řad 162 a 163 v letech 1984–1991. Pro více než 25 let staré lokomotivy tak zbyly pouze méně významné výkony a provozní záloha za jiné řady. V obvodu pražského železničního uzlu vozily nákladní vlaky mezi nádražími. Celá 90. léta zajišťovaly staniční zálohy v Praze hlavním nádraží, odkud odvážely prázdné soupravy vlaků do Odstavného nádraží jih. Posledními pravidelnými výkony na rychlících byly vlaky na trati Praha – Hradec Králové v rámci svého působení v hradeckém depu v 90. letech. Později se ještě vyskytovaly na osobních vlacích z Prahy do Benešova u Prahy. V posledních letech byla většina provozních strojů přesunuta do Olomouce, kde vozily osobní vlaky na trati Olomouc – Nezamyslice.
V roce 2009 bylo pět neprovozních lokomotiv této řady pocházejících od Českých drah přepraveno do Polska, kde čekaly na další využití. V polovině roku 2016 zbývaly u ČD v provozním stavu poslední dvě lokomotivy čísel 004 (depo Praha-Vršovice) a 012 (depo Děčín), které už ale sloužily pouze jako záložní (při nedostatku řad 162/163) či pro dopravu posilových vlaků.

## Galerie

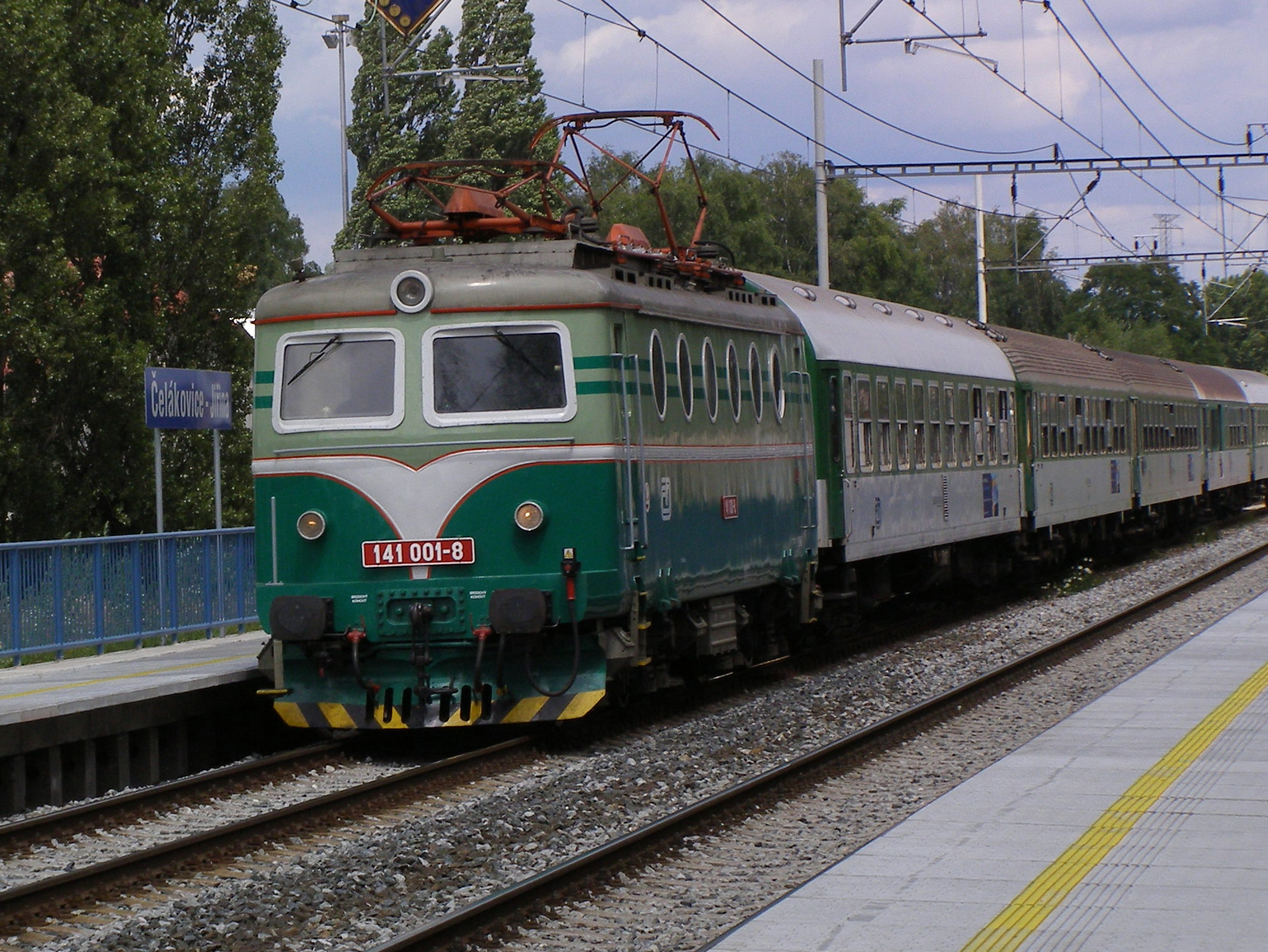
Prototypová lokomotiva 141.001 v čele rychlíku projíždí zastávkou Čelákovice-Jiřina
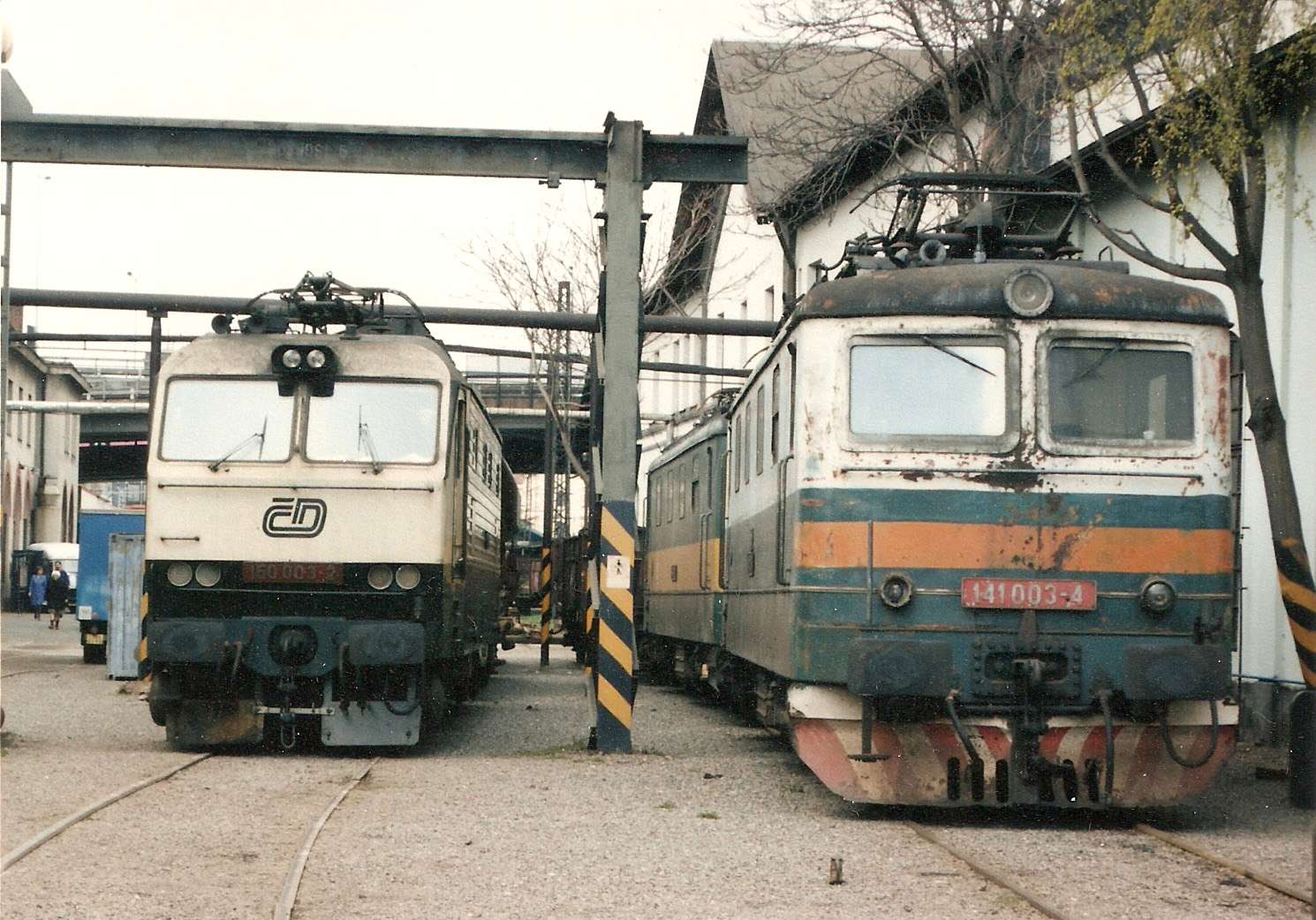
141.003 a 150.003 v depu Praha Masarykovo nádraží
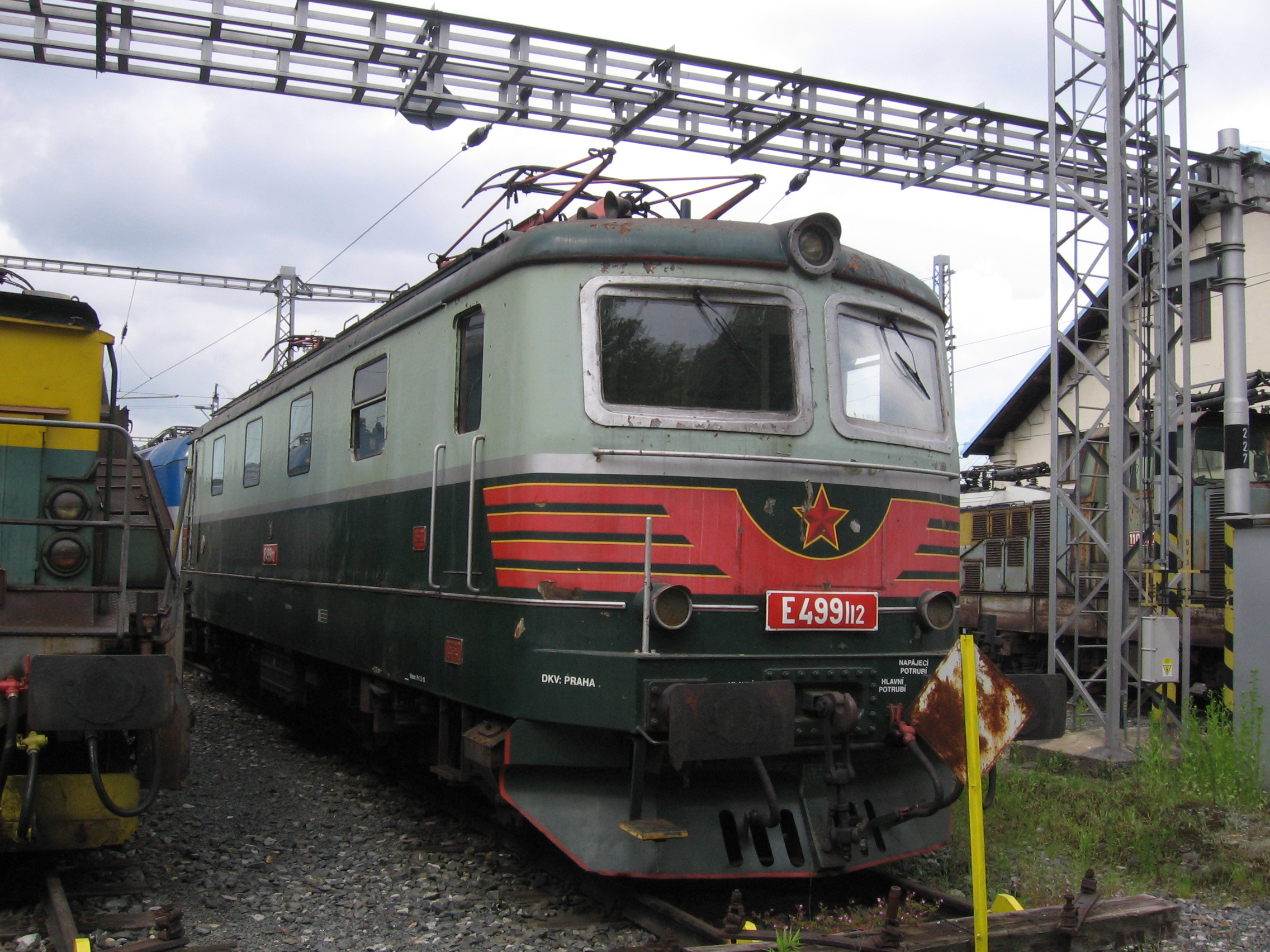
141.012 v depu Praha - Vršovice
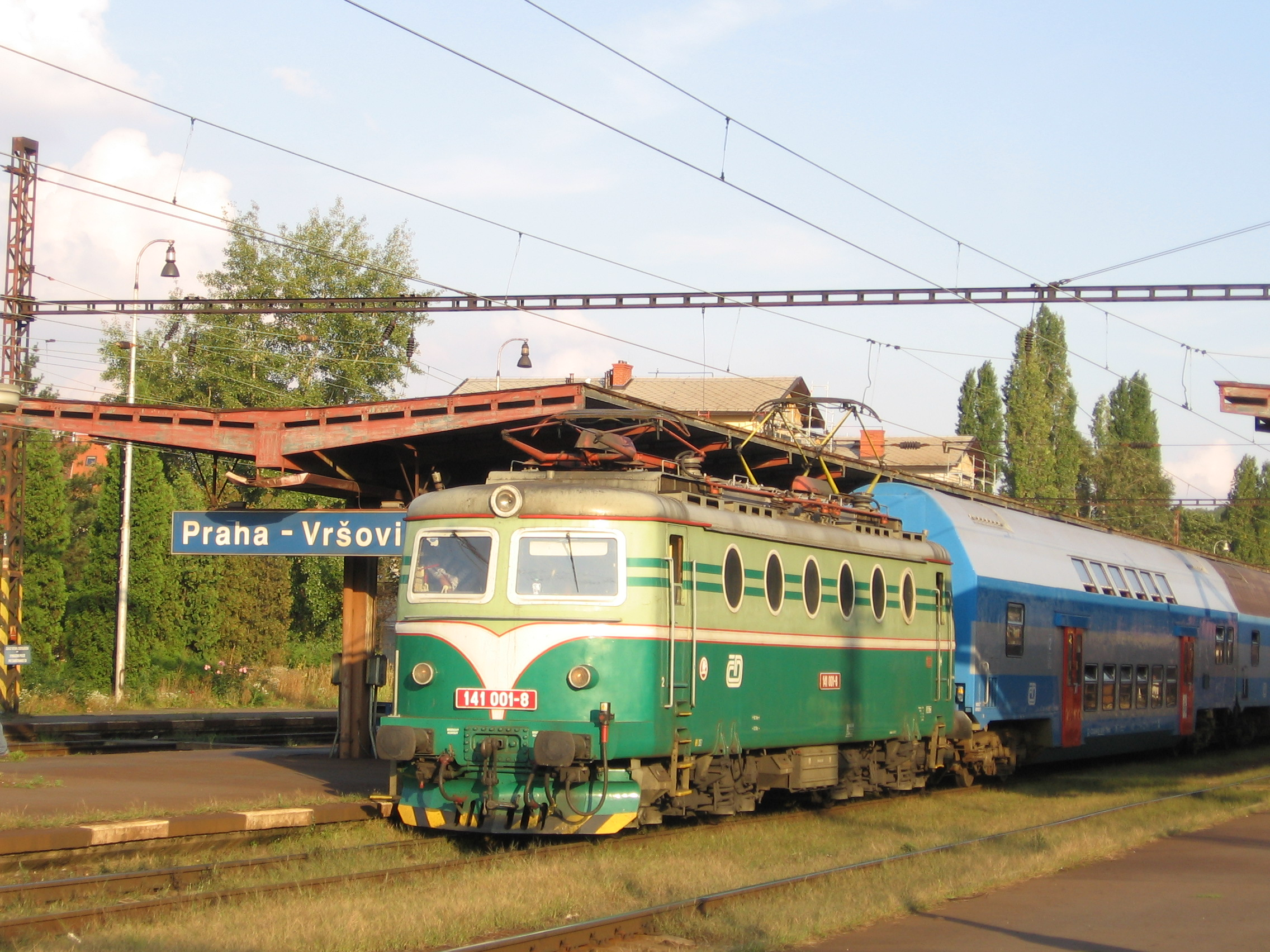
141.001 s patrovými vozy ve Vršovicích
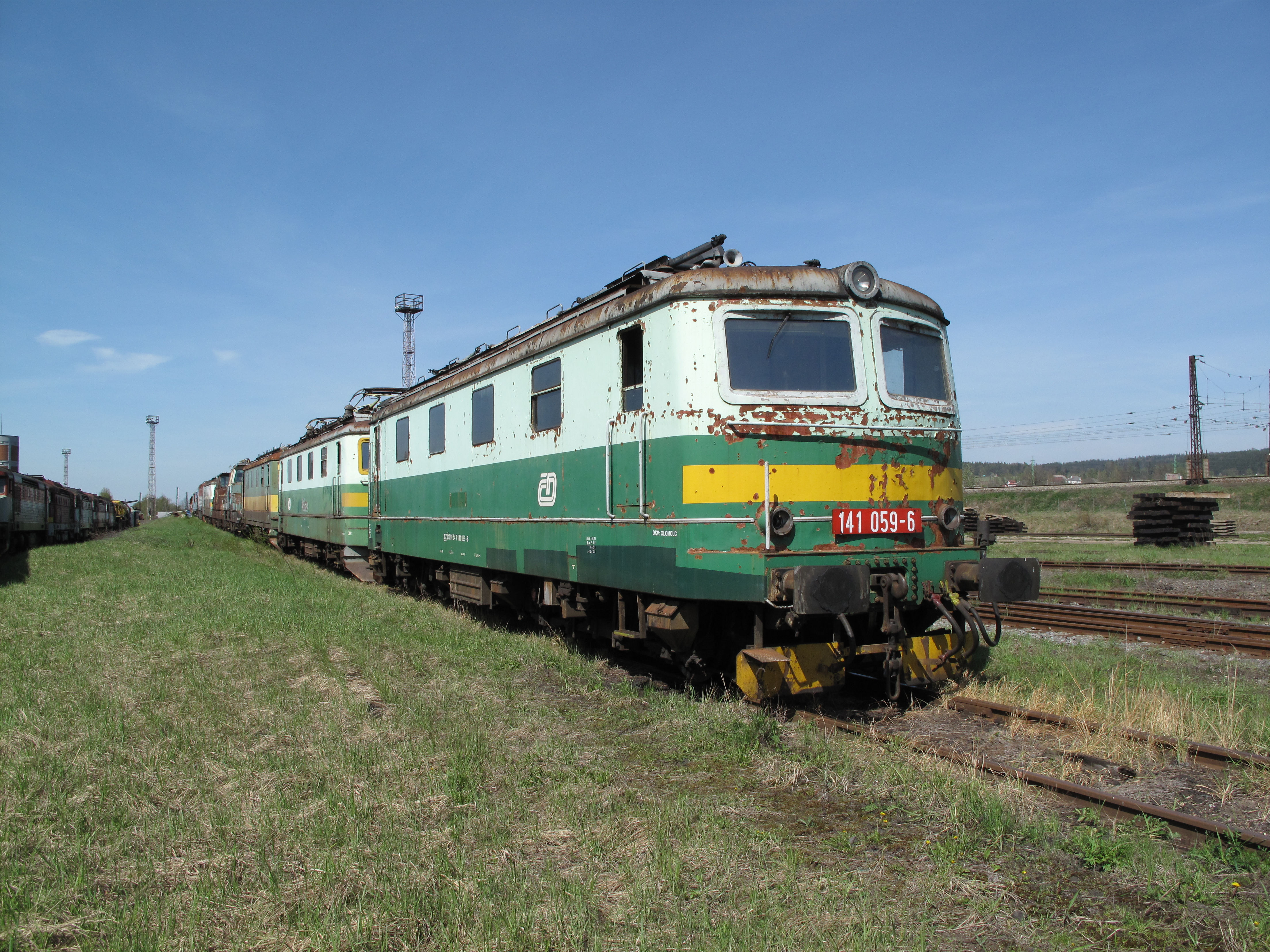
Lokomotiva 141.059 v České Třebové